# 短豇豆
短豇豆（學名：Vigna unguiculata cylindrica），又称短荚豇豆，广州称眉豆，东北称饭豇豆，是一種蔬菜，屬豆科豇豆屬，豇豆的亞種。
短豇豆是一年生直立草本，复叶，顶生小叶卵状菱形叶，两侧小叶呈斜卵形，先端為短尖状，边缘全缘或近全缘。